# Ormosia calavensis
Ormosia calavensis är en ärtväxtart som beskrevs av Francisco Manuel Blanco. Ormosia calavensis ingår i släktet Ormosia och familjen ärtväxter. Inga underarter finns listade i Catalogue of Life.